# Aeroportul Kunduz
Aeroportul Kunduz (IATA: UND, ICAO: OAUZ) este un aeroport din Kundus, Kunduz District⁠(d), Provincia Kunduz, Afganistan ce deservește zona provincia Kunduz.
Situat la o altitudine de 435 m, aeroportul dispune de o singură pistă.